# 大河小説
大河小説（たいがしょうせつ、フランス語：Roman-fleuve）とは、一個人の生涯や団体（家族など）の歴史などから、社会的・時代的な背景とともに広い視野で社会の流れを描いた長編小説のことである。その性質上、しばしば壮大な（規模の大きい）小説となる。

## 歴史
大河小説は、20世紀前半にフランスで生まれた。作家のロマン・ロランは、自身の小説『ジャン・クリストフ』を「大河」に例えたため、こうした小説は「大河小説」と呼ばれるようになった。「ジャン・クリストフ」の他に大河小説の代表例として知られるものに、プルーストの『失われた時を求めて』やロジェ・マルタン・デュ・ガールの『チボー家の人々』、朴景利の『土地』などがある。